# نظرية الانبعاث (بصريات)

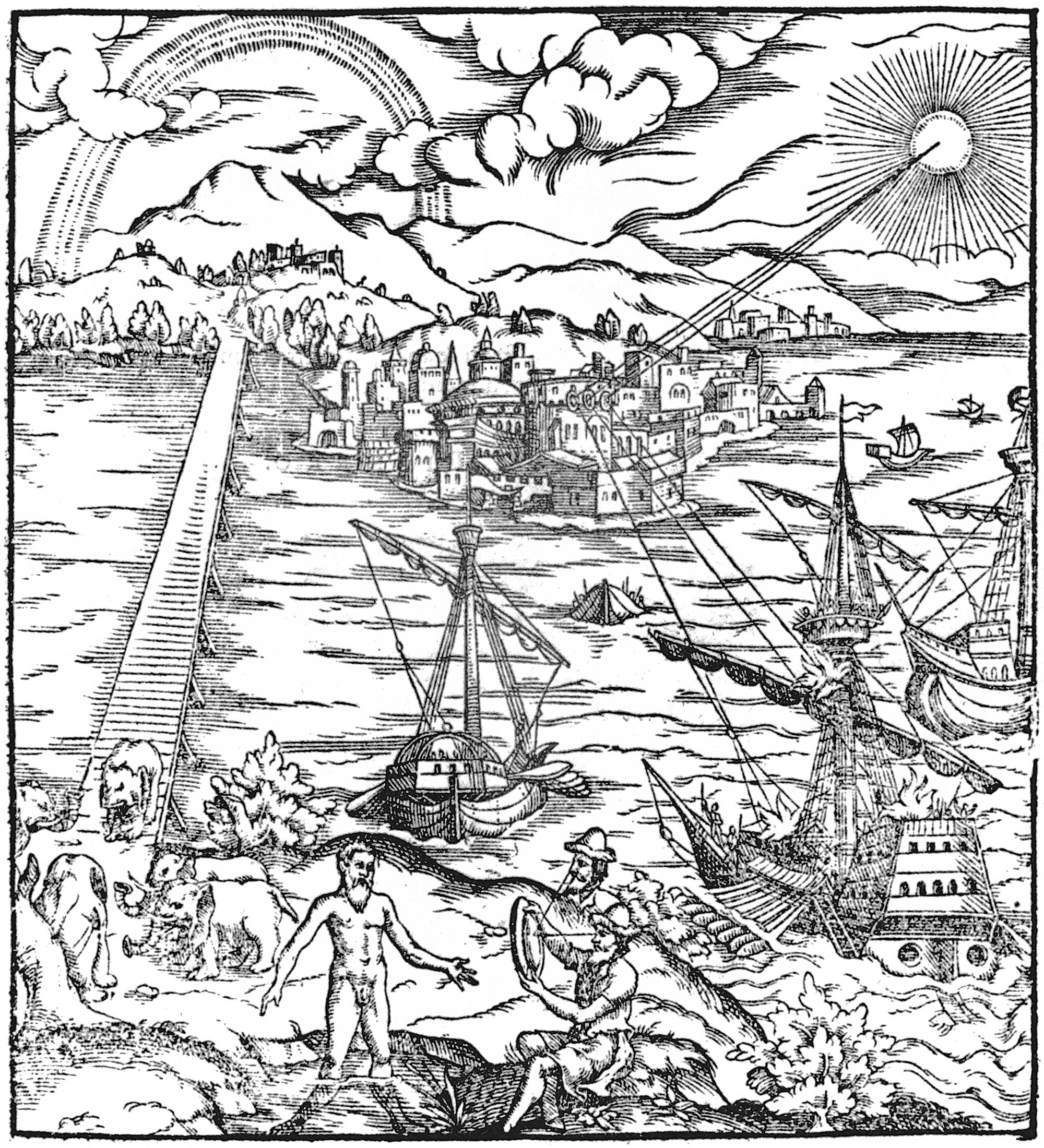

 نظرية الانبعاث القديمة  هي النظرية القائلة بأن الرؤية تتم بواسطة أشعة الضوء المنبعثة من عين الإنسان، وهي النظرية التي هدمها ابن الهيثم في القرن الحادي عشر الميلادي، وأكد الفيزياء الحديثة أن الضوء ينتقل عبر فوتونات، من مصدر ضوء كالشمس إلى المستقبِل مثل العين البشرية أو الكاميرا.

## التاريخ
في القرن الخامس قبل الميلاد، افترض إيمبيدوكليس أن كل شيء يتألف من أربعة عناصر؛ النار والهواء والأرض والماء. وأعرب عن اعتقاده بأن أفروديت صنعت العين البشرية من العناصر الأربعة، وأنها تركت النار في العين لتخرج من العين النور الذي يجعل الرؤية ممكنة. لو كان هذا صحيحًا، فستمكن المرء من الرؤية في الليل كما في النهار، لذا افترض إيمبيدوكليس أن تفاعلاً بين أشعة من العيون والأشعة من المصدر كالشمس. وفي حوالي عام 400 قبل الميلاد، وضع أفلاطون نظرية الانبعاثات.
في حوالي عام 300 قبل الميلاد، كتب إقليدس كتابه أوبتيكا، الذي درس فيه خصائص الضوء. افترض إقليدس أن الضوء يسير في خطوط مستقيمة، ووصف قوانين الانعكاس ودرسها رياضياتيًا. وتساءل ما إذا كان البصر نتيجة لأشعة تخرج من العين، لأنه سئل كيف يرى المرء النجوم فورًا، إذا أغلق المرء عينيه، ثم فتحهما ليلاً، بالطبع لن تكون هناك مشكلة، إذا كانت أشعة العين تسافر بسرعة متناهية.
كتب كلاوديوس بطليموس في القرن الثاني الميلادي عن انكسار الضوء، ووضع نظرية الرؤية التي تعتبر أن الكائنات تُرى بواسطة أشعة ضوء تخرج من العيون. إلا أن الجدل حول تلك النظريات، ازداد بعد التجارب التي قام بها الفيزيائي المسلم ابن الهيثم عام 1021م، الذي استخدم المنهج العلمي لتفنيد تلك النظريات في كتابه المناظر.